# 切凱雷克
切凱雷克是土耳其的城鎮，由約茲加特省負責管轄，位於該國中部，距離首府約茲加特90公里，面積750平方公里，海拔高度928米，受大陸性氣候影響，2010年人口10,953。

## 外部連結
- District governor's official website （页面存档备份，存于） （土耳其文）
- General information on Çekerek （土耳其文）

40°04′23″N 35°29′41″E / 40.07306°N 35.49472°E